# Янжурова, Ива
Ива Янжурова (чеш. Iva Janžurová; 19 мая 1941, Жировнице, Протекторат Богемии и Моравии (ныне район Пельгржимов края Высочина, Чехия)) — чешская актриса театра, кино и телевидения.

## Биография
Родилась в семье учителей. После учëбы в педагогической гимназии в Ческе-Будеевице, поступила и в 1963 году окончила театральный факультет пражской Академии музыкального искусства.
С 1964 до середины 1980-х годов играла на сцене столичного Театра на Виноградах. Была ведущей актрисой театра. С 1988 — в пражском Национальном театре.
В 1970—1980-х гг. Ива Янжурова — одна из наиболее востребованных актрис Чехословакии.
С 1988 года — член клуба драматических актёров в Праге.
Снялась во многих кинофильмах, среди них, «Я убил Эйнштейна, господа» (1969), «Четырех убийств достаточно, дорогая» (1970), «Соло для слона с оркестром» (1975), «Маречек, подайте мне ручку!» (1976), «Больница на окраине города» (сериал, 1977), «Арабелла (телесериал)» 1980, «Арабелла возвращается» (сериал, 1993) и др.
Часто принимает участие в развлекательных программах на ТВ. С 1990-х вместе с мужем Станиславом Ремундой (актёром, режиссёром и драматургом) и дочерьми Сабиной и Теодорой играет в семейном передвижном театре.

## Награды
- В 1971 за участие в фантастической комедии «Пан, вы вдова» получила премию за лучшую женскую роль на международном кинофестивале фантастических фильмов в Триесте.
- Дважды удостоена главной ежегодной национальной кинопремии Чешской Республики и Чешской академии кино и телевидения — Чешский лев за лучшую женскую роль в главных ролях в фильме «Co chytneš v žitě» (1998) и «Výlet» (2002).
- Премия за лучшую женскую роль на Международном кинофестивале в Сочи Кинотавр—2000 за роль в фильме «Эне бене» (Ene bene)
- Лауреат премии Талия и премии Альфреда Радока